# Lista de municípios de Sergipe por ano de criação
Relacionamos a seguir os municípios do estado de Sergipe segundo a data de sua criação. Ressalta-se que, após a Proclamação da República em 15 de novembro de 1889, Sergipe passou de província a estado, o que alterou a denominação do tipo de lei usada na criação de seus municípios. As datas em voga desconsideram os casos de extinção e recriação desses municípios, embora nem sempre tais datas correspondam ao início da ocupação humana em cada município, fato que gera divergências mesmo nos verbetes relacionados a alguns deles na Wikipédia em português.

## Século XVI
Foi criado um município.
| Bandeira                | Lista de municípios | Criação                         | Instalação |
| ----------------------- | ------------------- | ------------------------------- | ---------- |
| São Cristóvão (Sergipe) | São Cristóvão       | Criado em 1º de janeiro de 1590 | [ nota 1 ] |

## Século XVII
Foram criados quatro municípios que, somados ao já existente, elevaram o número final para cinco.
| Bandeira               | Lista de municípios    | Criação                         | Instalação            |
| ---------------------- | ---------------------- | ------------------------------- | --------------------- |
| Itabaiana (Sergipe)    | Itabaiana              | Criado em 1675                  | 30 de outubro de 1675 |
| Bandeira desconhecida  | Neópolis               | Criado em 16 de outubro de 1679 | [ nota 1 ]            |
| Santo Amaro das Brotas | Santo Amaro das Brotas | Criado em 1697                  | [ nota 1 ] [ nota 2 ] |
| Lagarto (Sergipe)      | Lagarto                | Criado em 1698                  | [ nota 1 ] [ nota 3 ] |

## Século XIX
Foram criados vinte e três municípios que, somados aos já existentes, elevaram o número final para vinte e oito.
| Bandeira                 | Lista de municípios      | Criação                                            | Instalação              |
| ------------------------ | ------------------------ | -------------------------------------------------- | ----------------------- |
| Propriá                  | Propriá                  | Distrito criado em 1718                            | 8 de fevereiro de 1802  |
| Laranjeiras              | Laranjeiras              | Decreto Provincial s/n de 7 de agosto de 1832      | 4 de fevereiro de 1833  |
| Bandeira desconhecida    | Tobias Barreto           | Decreto Imperial s/n de 17 de janeiro de 1835      | [ nota 1 ]              |
| Porto da Folha           | Porto da Folha           | Resolução Provincial n.º 676 de 8 de junho de 1864 | 19 de fevereiro de 1835 |
| Santa Luzia do Itanhi    | Santa Luzia do Itanhi    | Lei Provincial s/n de 19 de fevereiro de 1835      | [ nota 1 ]              |
| Rosário do Catete        | Rosário do Catete        | Lei Provincial s/n de 12 de março de 1836          | [ nota 1 ]              |
| Aracaju                  | Aracaju                  | Lei Provincial nº 473 de 28 de março de 1837       | 17 de março de 1855     |
| Bandeira desconhecida    | Indiaroba                | Lei Provincial nº 162 de 20 de março de 1846       | [ nota 1 ]              |
| Estância (Sergipe)       | Estância                 | Lei Provincial 209 de 4 de maio de 1848            | [ nota 1 ] [ nota 4 ]   |
| Maruim (Sergipe)         | Maruim                   | Lei Provincial n° 374 de 5 de maio de 1854         | [ nota 1 ]              |
| Itaporanga d'Ajuda       | Itaporanga d'Ajuda       | Lei Provincial n° 383 de 10 de maio de 1854        | [ nota 1 ]              |
| Boquim                   | Boquim                   | Lei Provincial n° 462 de 20 de fevereiro de 1857   | 21 de março de 1870     |
| Nossa Senhora das Dores  | Nossa Senhora das Dores  | Resolução provincial nº 491 de 28 de abril de 1858 | [ nota 1 ]              |
| Arauá                    | Arauá                    | Resolução nº 510 de 22 de junho de 1858            | 9 de abril de 1870      |
| Japaratuba               | Japaratuba               | Lei Provincial n° 555 de 11 de junho de 1859       | 11 de julho de 1859     |
| Nossa Senhora do Socorro | Nossa Senhora do Socorro | Resolução provincial nº 701 de 7 de julho de 1864  | 14 de março de 1868     |
| Riachão do Dantas        | Riachão do Dantas        | Resolução Provincial nº 666 de 13 de maio de 1864  | 9 de maio de 1870       |
| [Siriri (Sergipe)        | Siriri                   | Lei Provincial nº 24 de 6 de março de 1839         | 26 de março de 1874     |
| [Riachuelo (Sergipe)     | Riachuelo                | Lei Provincial nº 964 de 31 de março de 1874       | 31 de março de 1874     |
| [Gararu                  | Gararu                   | Lei Provincial nº 1.047 de 15 de março de 1877     | [ nota 1 ]              |
| Aquidabã                 | Aquidabã                 | Lei Provincial nº 1.215 de 4 de abril de 1882      | [ nota 5 ]              |
| Capela (Sergipe)         | Capela                   | Lei Provincial nº 1.331 de 28 de agosto de 1888    | [ nota 1 ]              |
| Simão Dias               | Simão Dias               | Lei Provincial nº 264 de 15 de março de 1850       | 12 de junho de 1890     |

## Século XX

### Anos 1910
Foram criados dois municípios que, somados aos já existentes, elevaram o número final para trinta.
| Bandeira              | Lista de municípios | Criação                                      | Instalação            |
| --------------------- | ------------------- | -------------------------------------------- | --------------------- |
| Campo do Brito        | Campo do Brito      | Lei Estadual nº 624 de 19 de outubro de 1912 | 1º de janeiro de 1913 |
| Bandeira desconhecida | Itabaianinha        | 19 de outubro de 1915                        | [ nota 1 ]            |

### Anos 1920
Foram criados oito municípios que, somados aos já existentes, elevaram o número final para trinta e oito.
| Bandeira                | Lista de municípios     | Criação                                         | Instalação            |
| ----------------------- | ----------------------- | ----------------------------------------------- | --------------------- |
| Frei Paulo              | Frei Paulo              | Lei Estadual nº 795 de 23 de outubro de 1920    | [ nota 1 ]            |
| Carmópolis              | Carmópolis              | Lei Estadual nº 795 de 23 de outubro de 1920    | 1º de janeiro de 1923 |
| Bandeira desconhecida   | Brejo Grande            | Lei Estadual nº 939 de 2 de outubro de 1926     | 22 de outubro de 1926 |
| Bandeira desconhecida   | Muribeca                | Lei Estadual nº 942 de 8 de outubro de 1926     | [ nota 1 ]            |
| Bandeira desconhecida   | Japoatã                 | Lei Estadual nº 960 de 20 de outubro de 1926    | [ nota 1 ]            |
| Bandeira desconhecida   | Salgado                 | [ nota 7 ]                                      | 4 de outubro de 1927  |
| Nossa Senhora da Glória | Nossa Senhora da Glória | Lei Estadual nº 1.014 de 26 de setembro de 1928 | 1º de janeiro de 1929 |
| Cedro de São João       | Cedro de São João       | Lei Estadual nº 1.015 de 4 de outubro de 1928   | 1º de janeiro de 1929 |

### Anos 1930
Foram criados quatro municípios que, somados aos já existentes, elevaram o número final para quarenta e dois.
| Bandeira       | Lista de municípios | Criação                                             | Instalação             |
| -------------- | ------------------- | --------------------------------------------------- | ---------------------- |
| Ribeirópolis   | Ribeirópolis        | Decreto nº 188 de 18 de dezembro de 1933            | 1º de janeiro de 1934  |
| Canhoba        | Canhoba             | Decreto-lei estadual nº 17 de 23 de janeiro de 1937 | 23 de dezembro de 1937 |
| Cristinápolis  | Cristinápolis       | Decreto-lei estadual nº 69 de 28 de março de 1938   | [ nota 1 ]             |
| Divina Pastora | Divina Pastora      | [ nota 7 ]                                          | 15 de dezembro de 1938 |

### Anos 1950
Foram criados dezenove municípios que, somados aos já existentes, elevaram o número final para sessenta e um.
| Bandeira                     | Lista de municípios      | Criação                                         | Instalação              |
| ---------------------------- | ------------------------ | ----------------------------------------------- | ----------------------- |
| Macambira                    | Macambira                | Lei Estadual nº 525-A de 25 de novembro de 1953 | 3 de janeiro de 1955    |
| Bandeira desconhecida        | Malhada dos Bois         | Lei Estadual nº 525-A de 25 de novembro de 1953 | 3 de janeiro de 1955    |
| Malhador                     | Malhador                 | Lei Estadual nº 525-A de 25 de novembro de 1953 | 3 de janeiro de 1955    |
| Monte Alegre de Sergipe      | Monte Alegre de Sergipe  | Lei Estadual nº 525-A de 25 de novembro de 1953 | 3 de janeiro de 1955    |
| Bandeira desconhecida        | Pinhão                   | Lei Estadual nº 525-A de 25 de novembro de 1953 | 30 de janeiro de 1955   |
| Bandeira desconhecida        | Barra dos Coqueiros      | Lei Estadual nº 525-A de 25 de novembro de 1953 | 31 de janeiro de 1955   |
| Itabi                        | Itabi                    | Lei Estadual nº 525-A de 25 de novembro de 1953 | 31 de janeiro de 1955   |
| Pacatuba (Sergipe)           | Pacatuba                 | Lei Estadual nº 554 de 6 de fevereiro de 1954   | 31 de janeiro de 1955   |
| Tomar do Geru                | Tomar do Geru            | Lei Estadual nº 525-A de 25 de novembro de 1953 | 31 de janeiro de 1955   |
| Umbaúba                      | Umbaúba                  | Lei Estadual nº 525-A de 25 de novembro de 1953 | 31 de janeiro de 1955   |
| Poço Verde                   | Poço Verde               | Lei Estadual nº 525-A de 25 de novembro de 1953 | 1º de fevereiro de 1955 |
| Santa Rosa de Lima (Sergipe) | Santa Rosa de Lima       | Lei Estadual nº 525-A de 25 de novembro de 1953 | 2 de fevereiro de 1955  |
| Bandeira desconhecida        | Amparo de São Francisco  | Lei Estadual nº 525-A de 25 de novembro de 1953 | 6 de fevereiro de 1955  |
| Bandeira desconhecida        | Canindé de São Francisco | Lei Estadual nº 525-A de 25 de novembro de 1953 | 6 de fevereiro de 1955  |
| Carira                       | Carira                   | Lei Estadual nº 525-A de 25 de novembro de 1953 | 6 de fevereiro de 1955  |
| Bandeira desconhecida        | Graccho Cardoso          | Lei Estadual nº 525-A de 25 de novembro de 1953 | 6 de fevereiro de 1955  |
| Pedrinhas                    | Pedrinhas                | Lei Estadual nº 525-A de 25 de novembro de 1953 | 6 de fevereiro de 1955  |
| Cumbe                        | Cumbe                    | Lei Estadual nº 525-A de 25 de novembro de 1953 | 3 de outubro de 1955    |
| Poço Redondo                 | Poço Redondo             | Lei Estadual nº 525-A de 25 de novembro de 1953 | 6 de fevereiro de 1956  |

### Anos 1960
Foram criados treze municípios que, somados aos já existentes, elevaram o número final para setenta e quatro.
| Bandeira                  | Lista de municípios      | Criação                                         | Instalação              |
| ------------------------- | ------------------------ | ----------------------------------------------- | ----------------------- |
| Ilha das Flores (Sergipe) | Ilha das Flores          | Lei Estadual nº 916 de 30 de janeiro de 1959    | 1º de abril de 1960     |
| Bandeira desconhecida     | Moita Bonita             | Lei Estadual nº 1.165 de 12 de março de 1963    | 24 de novembro de 1963  |
| São Francisco (Sergipe)   | São Francisco            | Lei Estadual nº 115-A de 17 de junho de 1963    | 24 de novembro de 1963  |
| Bandeira desconhecida     | Nossa Senhora Aparecida  | Lei Estadual nº 1.223 de 26 de outubro de 1963  | 21 de fevereiro de 1965 |
|                           | Pedra Mole               | Lei Estadual nº 1.231 de 21 de novembro de 1963 | 21 de fevereiro de 1965 |
| São Domingos (Sergipe)    | São Domingos             | Lei Estadual nº 1.213 de 21 de outubro de 1963  | 21 de fevereiro de 1965 |
| Bandeira desconhecida     | Feira Nova               | Lei Estadual nº 1.211 de 18 de outubro de 1963  | 28 de fevereiro de 1965 |
| São Miguel do Aleixo      | São Miguel do Aleixo     | Lei Estadual nº 1.232 de 26 de novembro de 1963 | 28 de fevereiro de 1965 |
| Bandeira desconhecida     | General Maynard          | Lei Estadual nº 1.229 de 21 de novembro de 1963 | 7 de março de 1965      |
| Bandeira desconhecida     | Areia Branca             | Lei Estadual nº 1.224 de 11 de novembro de 1963 | 7 de setembro de 1965   |
| Bandeira desconhecida     | Nossa Senhora de Lourdes | Lei Estadual nº 103-A de 13 de maio de 1963     | 15 de dezembro de 1963  |
| Pirambu                   | Pirambu                  | Lei Estadual nº 1.234 de 26 de novembro de 1953 | 29 de agosto de 1965    |
| Telha (Sergipe)           | Telha                    | Lei Estadual nº 1.248 de 20 de janeiro de 1964  | 3 de outubro de 1965    |

### Anos 1990
Foi criado um município que, somado aos já existentes, elevaram o número final para setenta e cinco.
| Bandeira              | Lista de municípios      | Criação                                     | Instalação            |
| --------------------- | ------------------------ | ------------------------------------------- | --------------------- |
| Bandeira desconhecida | Santana do São Francisco | Lei Estadual nº 1.254 de 6 de abril de 1964 | 1º de janeiro de 1993 |